# Grouvellinus carinatus
Grouvellinus carinatus is een keversoort uit de familie beekkevers (Elmidae). De wetenschappelijke naam van de soort werd in 1984 gepubliceerd door Jäch.